# Federación Senegalesa de Fútbol
La Federación Senegalesa de Fútbol (en francés: Fédération Sénégalaise de Football; abreviado FSF) es el organismo rector del fútbol en Senegal, con sede en Dakar. Fue fundada en 1960 y desde 1962 es miembro de la FIFA y desde 1963 de la CAF. Organiza el campeonato de Liga y de Copa, así como los partidos de la selección nacional en sus distintas categorías.